# Brendan Brady
Brendan Seamus Brady es un personaje ficticio de la serie de televisión británica Hollyoaks interpretado por el actor Emmett J. Scanlan desde el 5 de agosto de 2010 hasta el 22 de marzo de 2013. El personaje de Brendan como el nuevo chico malo pronto se volvió muy popular y querido.

## Antecedentes
Sus padres son divorciados, Brendan es el medio hermano mayor de Cheryl Brady. Antes de llegar a Holyloaks Brendan estuvo casado con Eileen Brady, con quien tuvo tres hijos Niamh, Declan y Paddy, su primera hija murió al nacer. Brendan tuvo varias aventuras mientras estaba casado, entre ellos Macca el sobrino de Eileen, sin embargo terminó su relación con él por miedo a que su esposa lo descubriera teniendo una aventura y con un hombre, sin embargo no lo logró y Eileen decidió divorciarse de Brendan.

## Biografía
Brendan era muy buen amigo de Lynsey Nolan y en el 2012 quedó destrozado cuando descubrió que había sido asesinada.
En marzo del 2013 Brendan decide echarse la culpa de la muerte de su padre, Seamus, al no querer ver a su hermana Cheryl Brady  ir a la prisión pues ella lo había asesinado. Cheryl le dispara a su padre luego de descubrir que Seamus había abusado de Brendan de pequeño, y que intentaba hacerlo nuevamente. Poco después, Brendan es rodeado por un equipo SWAT y les grita que era responsable de las muertes de Daniel Houston, Florence Brady y Simon Walker. Uno de los oficiales ve un arma y le dispara a Brendan sin saber que el arma estaba descargada; sin embargo, Brendan se recupera en el hospital y luego es llevado a la prisión para servir una cadena de por vida por sus crímenes.

## Asesinatos
Entre sus víctimas figuran:
| Fecha del Asesinato     | Personaje             | Causa                                                             |
| ----------------------- | --------------------- | ----------------------------------------------------------------- |
| 19 de marzo de 2013     | Simon Walker          | murió después de que Brendan lo empujara y un tren lo atropellara |
| 28 de diciembre de 2010 | Danny Houston         | murió luego de que Brendan lo golpeara con un martillo.           |
| 2012                    | Florence "Nana" Brady | murió luego de que Brendan la asfixiara mientras la abrazada      |

- Simon Walker: llegó para vengarse de Brendan, durante su estancia Walker mató a Riley Costello y a Mick, finalmente murió luego de que Brendan lo empujara durante su pelea y un tren lo atropellara.
- Daniel "Danny" Houston: es un amigo y compañero de crímenes de Brendan, murió luego de que este lo golpeara con un martillo después de que Danny le revelara que había matado a uno de sus antiguos amantes y lo amenazara con matar a su actual amante Ste Hay. Poco después Warren Fox ayuda a Brendan a deshacerse del cuerpo y lo tiran al río, sin embargo en el 2011 cuando Ste, Leah y Lucas van a pescar, descubren el cuerpo de Danny e inmediatamente Ste llama a la policía.